# Apariat
Un apariat és un grup de dos versos que rimen entre ells. En la literatura catalana ha aconseguit una difusió remarcable, donant peu a diverses formes i gèneres amb personalitat pròpia, com són el rodolí, l'auca, la nova rimada o la codolada. En català és propi de la poesia popular i acostuma a tenir set o vuit síl·labes. Les cançons medievals es transmetien en una successió indeterminada d'apariats de tema burlesc o heroic. Aquesta forma va ser recollida per Jacint Verdaguer. Els sonets de Shakespeare sovint acaben en un apariat.
També apareix com a tornada entre altres estrofes més llargues, per recollir el tema o la moralina d'una història (sigui en prosa o en vers), als refranys i dites o com a estrofa independent.
Igualment, és una forma comuna a la Xina, on es combinen dues línies de quatre ideogrames (per ser el vuit el nombre de la sort) en forma d'epigrama o sentència.